# Сборная России по американскому футболу
Сборная России по американскому футболу — национальная сборная, представляющая Россию на соревнованиях Европейской ассоциации американского футбола. На данный момент выступает в группе «C» чемпионата Европы.

## История

### Зарождение американского футбола
В России в американский футбол начали играть ещё в 1930-е годы, благодаря рабочим и специалистам из США, участвовавшим в строительстве ряда крупных промышленных предприятий. Вместе с американцами в играх участвовали и советские граждане. Впрочем тогда игра не получила широкого распространения и вскоре о ней забыли.
Полноценное зарождение американского футбола в СССР берёт начало со второй половины 1980-х годов, когда Александр Александрович Ковригин, общественный инструктор завода № 22 ПО «Маяк» (город Челябинск-65, ныне Озёрск, Челябинская область), тренировавший хоккейную команду при комнате школьника «Смена», решил развивать американский футбол. По непроверенной информации от старожилов клуба, Александр познакомился американским футболом во время службы в ВМФ СССР. Не зная полные правила игры Ковригин был вынужден самостоятельно дописать их. 15 декабря 1987 года состоялась первая в истории СССР и России тренировка по американскому футболу (позже этот день стал считаться днём рождения клуба «Федералы»). Чтобы заниматься новым для страны видом спорта первым энтузиастам пришлось использовать старую хоккейную форму и переделанные мотоциклетные шлемы.
В начале июля 1988 года на базе комнат школьника «Смена» и «Искра» был создан культурно-спортивный клуб «Федерал». Несмотря на просьбы родителей горисполком отказался зарегистрировать новое объединение. Тем не менее 4 октября 1988 года клуб получил официальное признание, он был внесён в реестр Федерации регби СССР под номером один как первый в стране клуб американского футбола. 9 ноября того же 1988 года на московском стадионе «Фили» под эгидой Федерация регби РСФСР состоялся первый в истории страны матч по американскому футболу между клубом «Федерал» (Челябинск-65) и регбийной командой «Фили» (Москва) — неоднократным чемпионом СССР. Игра вызвала большой резонанс в прессе, в том числе и зарубежной, что способствовало повышению интереса к американскому футболу. Уже в следующие два года взрослые и детские команды по американскому футболу появились в городах Москва, Ростов-на-Дону, Шахты, Азов, Волгодонск и других. В 1989 году состоялся розыгрыш первого Кубка Советского Союза по американскому футболу. Победителем стала команда «Федерал», выигравшая в городе Магнитогорске Челябинской области у «Сунгульских Дельфинов» (Снежинск Челябинской области) со счётом 6:0. В Озёрск приезжал из США тренер и специалист Боб Кук, который проводил семинары и тренировки на базе санатория «Дальняя дача» (Кыштым Челябинской области).
Весной 1989 года СССР впервые посетила команды по американскому футболу из США, «Старз» и «Баммерс», которые провели на Малой спортивной арене стадиона «Динамо» показательный матч по американскому футболу. Эта игра также дала толчок к развитию американского футбола в СССР. В том же году тренер сборной СССР по регби Эдгард Татурян и его сын Игорь создали команду «Московские медведи», которая и представляла СССР на турнирах. Первую официальную игру сборная СССР провела против немецкой сборной (которую представляли только игроки клуба «Берлин Адлер») в Западном Берлине 17 сентября 1989 года, уступив со счётом 77:6. В финальной четверти Эдвард Звайгзне оформил первый тачдаун в истории американского футбола СССР.
10 ноября 1989 года был образован Союз американского футбола СССР, но уже в апреле из-за разногласий в руководстве Союза была создана независимая и самостоятельная Ассоциация американского футбола СССР. В 1991 году все команды вступили в ассоциацию. В том же году сборная СССР стала готовиться к розыгрышу чемпионата Европы, ожидая встречу с Норвегией в декабре, но игра была отменена. В конце января 1991 года сборная СССР дебютировала в отборочном турнире чемпионата Европы в игре с Нидерландами. Несмотря на счёт 7:30 в пользу «оранжевых», игроки получили важный опыт выступлений.

### После распада СССР
После распада СССР Ассоциация американского футбола была преобразована в Евроазиатскую Лигу, однако команды из бывших советских республик не вступали туда. Вместо чемпионата СССР проводился чемпионат СНГ. Только в 1993 году была создана Российская национальная лига американского футбола, которую возглавили Александр Викторенко и Алексей Баженов. В 1994 году начали открываться первые школы американского футбола, ещё через год была организована Детская лига, а в 1996 году появилась Московская Федерация американского футбола. С 1996 года проводится чемпионат России среди юниоров, с 2002 года учреждён чемпионат России среди старших команд.

### Успехи сборной и клубов
В 1998 году сборная России дебютировала в чемпионате Европы среди юниоров, который прошёл в немецком Дюссельдорфе. Сенсационно Россия заняла 4-е место. В 2000 году Россия стала вице-чемпионом Европы, уступив в финале только немцам, но через 2 года взяла реванш и выиграла золотые медали.
В 1999 году Россия дебютирует в Кубке Лиги европейских чемпионов. Команда «Московские Медведи» доходит до 1/4 финала, уступив только финской «Хельсинки Рустерс». В 2003 году взрослая сборная выигрывает чемпионат Европы в группе «C» и переходит в более сильную группу «В». В 2004 году сборная под руководством Василия Добрякова занимает 3-е место в чемпионате Европы в группе «В» и до 2012 года там не появляется. В связи с долгим отсутствием, сборную перемещают в группу «C».

## Состав сборной
Вызывавшиеся в расположение команды в 2019 году.
| Позиция | Игрок                   |  | Команда                          | Возраст | Рост | Вес |
| ------- | ----------------------- |  | -------------------------------- | ------- | ---- | --- |
| QB      | Кирилл Завьялов         |  | Рэйдерс 52, Нижний Новгород      | 27      | 184  | 96  |
| QB      | Егор Попов              |  | Северный Легион, Санкт-Петербург | 32      | 187  | 95  |
| QB      | Павел Левашёв           |  | Витязь, Подольск                 | 27      | 190  | 100 |
| QB      | Игорь Чернолуцкий       |  | Патриоты, Москва                 | 25      | 187  | 109 |
| RB      | Андрей Голубев          |  | Буревестники, Самара             | 27      | 182  | 92  |
| RB      | Игорь Дементьев         |  | Грифоны, Санкт-Петербург         | 31      | 182  | 95  |
| RB      | Артём Зеленский         |  | Витязь, Подольск                 | 29      | 173  | 80  |
| RB      | Андрей Мансуров         |  | Грифоны, Санкт-Петербург         | 26      | 176  | 88  |
| RB      | Антон Парамонов         |  | Патриоты, Москва                 | 33      | 188  | 110 |
| RB      | Павел Хорошилов         |  | Патриоты, Москва                 | 29      | 181  | 103 |
| WR      | Виктор Бут              |  | Патриоты, Москва                 | 26      | 175  | 75  |
| WR      | Павел Вороненко         |  | Юнайтед, Москва                  | 23      | 190  | 80  |
| WR      | Андрей Иванов           |  | Грифоны, Санкт-Петербург         | 31      | 186  | 97  |
| WR      | Владимир Казаков        |  | Грифоны, Санкт-Петербург         | 28      | 176  | 77  |
| WR      | Денис Писарев           |  | Титаны, Севастополь              | 25      | 183  | 85  |
| WR      | Богдан Сайженков        |  | Северный Легион, Санкт-Петербург | 20      | 188  | 85  |
| WR      | Алексей Смирнов         |  | Северный Легион, Санкт-Петербург | 27      | 177  | 77  |
| WR      | Дмитрий Сопоцинский     |  | Патриоты, Москва                 | 29      | 174  | 80  |
| WR      | Виктор Фатюхин          |  | Патриоты, Москва                 | 25      | 177  | 72  |
| WR      | Константин Константинов |  | Патриоты, Москва                 | 33      | 181  | 85  |
| OT      | Олег Вашкелис           |  | Грифоны, Санкт-Петербург         | 24      | 186  | 122 |
| OT      | Матвей Гостюхин         |  | Стальные Тигры, Пермь            | 23      | 190  | 123 |
| OT      | Сергей Иовса            |  | Северный Легион, Санкт-Петербург | 26      | 195  | 120 |
| OT      | Алексей Катков          |  | Патриоты, Москва                 | 36      | 190  | 110 |
| С       | Евгений Сысоев          |  | Северный Легион, Санкт-Петербург | 29      | 183  | 110 |
| OT      | Станислав Рашицкий      |  | Патриоты, Москва                 | 28      | 195  | 116 |
| OT      | Никита Шевченко         |  | Грифоны, Санкт-Петербург         | 21      | 197  | 111 |
| OG      | Андрей Власов           |  | Грифоны, Санкт-Петербург         | 39      | 183  | 105 |
| OG      | Александр Исаев         |  | Грифоны, Санкт-Петербург         | 28      | 183  | 120 |
| OG      | Кирилл Катков           |  | Северный Легион, Санкт-Петербург | 28      | 187  | 140 |
| OG      | Александр Навальнев     |  | Камни, Ставрополь                | 22      | 186  | 124 |
| OG      | Игорь Пурисов           |  | Грифоны, Санкт-Петербург         | 20      | 193  | 130 |
| OG      | Алексей Ступников       |  | Витязь, Подольск                 | 37      | 190  | 135 |
| C       | Владимир Лавренов       |  | Оружейники, Петрозаводск         | 24      | 177  | 124 |
| C       | Денис Ланцов            |  | Патриоты, Москва                 | 30      | 183  | 112 |
| C       | Павел Петровых          |  | Северный Легион, Санкт-Петербург | 26      | 190  | 124 |
| DE      | Ростислав Анисимов      |  | Северный Легион, Санкт-Петербург | 20      | 188  | 100 |
| DE      | Максим Гриднев          |  | Буревестники, Самара             | 21      | 188  | 108 |
| DE      | Егор Разумовский        |  | Грифоны, Санкт-Петербург         | 27      | 189  | 120 |
| DE      | Артемий Роговой         |  | Спартанцы, Москва                | 25      | 200  | 116 |
| DE      | Акаки Руруа             |  | Юнайтед, Москва                  | 20      | 186  | 101 |
| DE      | Артём Юхнович           |  | Чёрный Шторм, Москва             | 30      | 208  | 137 |
| DT      | Александр Симанчёв      |  | Патриоты, Москва                 | 32      | 178  | 122 |
| DT      | Евгений Урбан           |  | Витязь, Подольск                 | 31      | 192  | 112 |
| DT      | Дмитрий Чернышёв        |  | Грифоны, Санкт-Петербург         | 24      | 186  | 123 |
| NG      | Роман Галиев            |  | Витязь, Подольск                 | 21      | 187  | 122 |
| NG      | Дмитрий Комарьков       |  | Патриоты, Москва                 | 33      | 185  | 110 |
| NG      | Григорий Червоный       |  | Грифоны, Санкт-Петербург         | 27      | 184  | 120 |
| OLB     | Александр Дильдин       |  | Львы, Прага                      | 23      | 183  | 100 |
| OLB     | Антон Мусатов           |  | Грифоны, Санкт-Петербург         | 32      | 180  | 95  |
| OLB     | Роман Павленко          |  | Медведи, Москва                  | 24      | 187  | 97  |
| LB      | Антон Ветров            |  | Патриоты, Москва                 | 36      | 186  | 107 |
| LB      | Михаил Гаврилов         |  | Грифоны, Санкт-Петербург         | 29      | 185  | 100 |
| LB      | Руслан Гаджиев          |  | Юнайтед, Москва                  | 19      | 188  | 114 |
| LB      | Михаил Лапицкий         |  | Грифоны, Санкт-Петербург         | 30      | 187  | 107 |
| LB      | Артём Овсоян            |  | Патриоты, Москва                 | 40      | 189  | 100 |
| LB      | Александр Пуговкин      |  | Патриоты, Москва                 | 27      | 184  | 93  |
| CB      | Артур Акулиничев        |  | Витязь, Подольск                 | 26      | 186  | 75  |
| CB      | Павел Боровиков         |  | Северный Легион, Санкт-Петербург | 34      | 175  | 89  |
| CB      | Игорь Голубев           |  | Грифоны, Санкт-Петербург         | 29      | 172  | 79  |
| CB      | Магомед Мадашев         |  | Рэбелс, Ярославль                | 20      | 184  | 77  |
| CB      | Олег Морозов            |  | Юнайтед, Москва                  | 20      | 182  | 87  |
| CB      | Евгений Терехов         |  | Юнайтед, Москва                  | 24      | 178  | 85  |
| S       | Фёдор Акимов            |  | Грифоны, Санкт-Петербург         | 25      | 196  | 95  |
| S       | Дмитрий Кулинич         |  | Юнайтед, Москва                  | 24      | 185  | 93  |
| S       | Александр Лапин         |  | Патриоты, Москва                 | 20      | 186  | 92  |
| S       | Константин Лариков      |  | Юнайтед, Москва                  | 22      | 188  | 85  |
| S       | Денис Халтурин          |  | Грифоны, Санкт-Петербург         | 24      | 178  | 88  |
| S       | Сергей Яковлев          |  | Северный Легион, Санкт-Петербург | 25      | 186  | 90  |
| K/P     | Николай Головач         |  | Патриоты, Москва                 | 21      | 182  | 90  |
| K/P     | Сергей Лошаков          |  | Грифоны, Санкт-Петербург         | 34      | 178  | 103 |
| QB      | Антон Багаутдинов       |  | Грифоны, Санкт-Петербург         | 22      | 186  | 88  |
| RB      | Антон Потапов           |  | Патриоты, Москва                 | 27      | 174  | 85  |
| RB      | Ян Трегубов             |  | Северный Легион, Санкт-Петербург | 18      | 175  | 86  |
| OG      | Андрей Иванов           |  | Юнайтед, Москва                  | 20      | 184  | 120 |
| CB      | Николай Нестеров        |  | Бронкос, Нижний Новгород         | 30      | 168  | 74  |
| WR      | Всеволод Елгаев         |  | Бэндитс, Мангейм                 |         |      |     |
| WR      | Александр Ульянин       |  | Львы, Прага                      |         |      |     |
| WR      | Александр Хохлов        |  | Патриоты, Москва                 | 33      | 190  | 98  |
| C       | Евгений Кулешов         |  | Грифоны, Санкт-Петербург         | 35      | 181  | 114 |
| DE      | Илья Редин              |  | Тродженс, Турку                  |         |      |     |
| DE      | Николай Шарликов        |  | Грифоны, Санкт-Петербург         | 30      | 185  | 110 |
| OLB     | Денис Рошка             |  | Сихокс, Сопот                    | 29      | 178  | 85  |
| LB      | Артём Карапетян         |  | Патриоты, Москва                 | 31      | 176  | 92  |
| CB      | Фёдор Захаров           |  | Грифоны, Санкт-Петербург         | 18      | 175  | 85  |
| S       | Иван Стельмах           |  | Патриоты, Москва                 | 33      | 175  | 88  |